# الجازع (النادرة)

تعديل مصدري - تعديل

الجازع محلة تابعة لقرية الوحيش، التابعة لعزلة الفجرة بمديرية النادرة إحدى مديريات محافظة إب في الجمهورية اليمنية، بلغ تعداد سكانها 57 حسب تعداد اليمن لعام 2004.